# Округ Гранд (Јута)
Гранд (енгл. Grand County) је округ у америчкој савезној држави Јута. По попису из 2010. године број становника је 9.225.

## Демографија
Према попису становништва из 2010. у округу је живело 9.225 становника, што је 740 (8,7%) становника више него 2000. године.
| Група             | 2000.         | 2010.         |
| Белци             | 7.568 (89,2%) | 7.759 (84,1%) |
| Афроамериканци    | 21 (0,2%)     | 29 (0,3%)     |
| Азијати           | 19 (0,2%)     | 77 (0,8%)     |
| Хиспаноамериканци | 471 (5,6%)    | 881 (9,6%)    |
| Укупно            | 8.485         | 9.225         |